# Borisogleb (obwód jarosławski)
Borisogleb (ros. Борисоглеб) – wieś (sieło) w Rosji, w obwodzie jarosławskim, w rejonie tutajewskim. W 2010 liczyła 231 mieszkańców.